# Xbox One
Xbox One （簡稱 Xone）是一台由微軟推出的家用電子遊戲機，2013年11月在北美與歐洲首度發行。本機為Xbox 360的後繼機種，於電子遊戲史中分屬第八世代，与索尼的PlayStation 4，任天堂的Wii U和Switch竞争。在2019年12月12日公佈其次世代機種Xbox Series X。

## 歷史

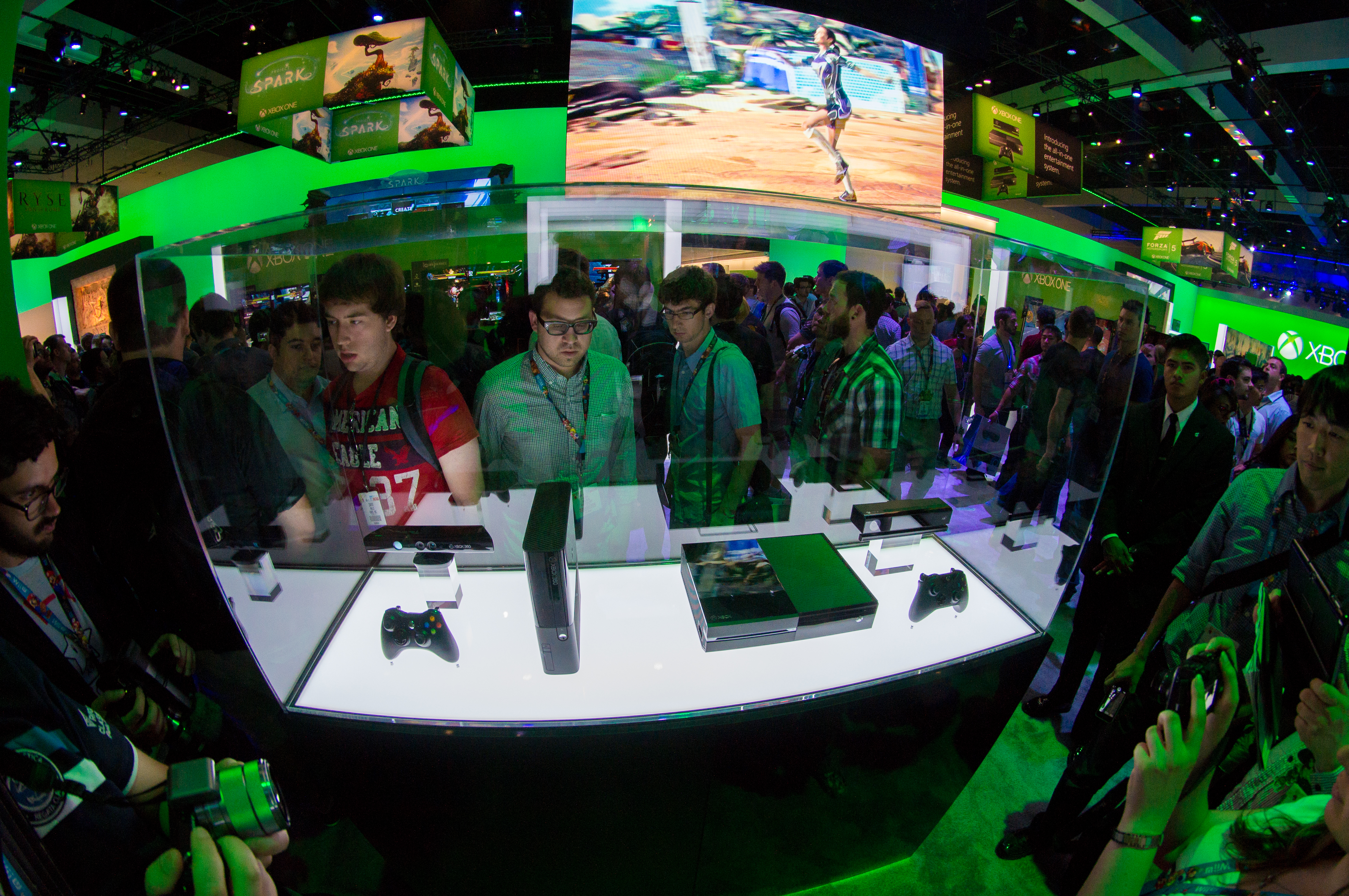
Xbox One at E3 2013

Xbox One在2013年5月21日的微軟記者活動上正式公開發表，預定於2013年年底前上市（但預計在亞洲要2014年才上市）。微軟於2013年9月4日宣布將於2013年11月22日同步在澳大利亞、奧地利、巴西、加拿大、法國、德國、愛爾蘭、義大利、墨西哥、紐西蘭、西班牙、英國與美國等13個國家首發，另外微軟互動娛樂事業行銷策略副總裁尤瑟夫·麥赫迪（Yusuf Mehdi）同時確認Xbox One CPU的運作頻率將從原定的1.6GHz提升至1.75GHz，GPU的運作頻率將從原定的800MHz提升至853MHz。
Xbox One在亚洲的发售比欧美地区晚将近10个月的时间。而Xbox One在中国大陆的发售工作因“再需一定的时间调整”而从2014年9月23日延期至9月29日发售。Xbox One是中国大陆多年的游戏机禁令解禁后正式投放市场的第一款游戏机。
微软在2016年的E3游戏展上公布Xbox One的更新版本“Xbox One S”以及作为性能升级版的代号“天蝎座”主机。Xbox One S在2016年8月起陆续在全球范围内上市，而“天蝎座”命名為“Xbox One X”于2017年11月上市。两者相对于原版Xbox One主机在性能上都有提升，其中Xbox One X的目标性能更是宣称能达到6 TFLOPS的处理能力，是有史以来性能最强的家用主机。

## 遊戲相關
Xbox Game Pass (XGP,遊戲通行征)
- 同時支援XGP服務，該服務為獲得XGP名單內的遊戲遊玩權限，玩家亦可通過跨區遊玩不同遊戲[19]。
- 相關XGP陣容名單請參考 繁中區域 （页面存档备份，存于） (其他詳閱:北美全球官方 （页面存档备份，存于）)

## 硬體
Xbox One的整合處理晶片是由近50億枚電晶體組成，其核心數量為8個，核心面积363mm2，系統記憶體容量達8GB，而硬碟機容量則達500GB，光碟機為藍光光碟機。Xbox One亦設有支援Wi-Fi Direct的802.11n無線網路。Xbox One的HDMI數位影音端子輸出口是利用USB 3.0端子。Xbox One的內建作業系統為Xbox OS、Windows RT核心等3種不同的作業系統。

### 處理器相容性
一开始微软宣传Xbox One不具備向下相容的能力。这是因为Xbox 360採用的是IBM的PowerPC架構，Xbox One則改為使用AMD的x86-64Jaguar架构處理器，两者的处理器采用不同的核心架构。但Xbox One也不兼容同样使用Intelx86架构Pentium III处理器的Xbox。
而微軟在2015年E3展中却宣布Xbox one將可向下相容100款Xbox 360遊戲。往後將透過系統軟體更新來增加可向下相容的遊戲。
微软在2017年E3展中宣布Xbox one可向下兼容初代Xbox游戏。

### Kinect
Xbox One能搭配新一代Kinect體感控制器運作。新一代Kinect能夠快而準地判斷玩家的動作，並能夠偵測肌肉活動，全因其視訊攝影規格獲提升至1080pGDR。

### 控制器
Xbox One控制器以Xbox 360控制器為基礎改良，內縮原本在背後凸起的電池盒，縮小 A / B / X / Y 按鈕間距，改良類比搖桿的帽頭設計，改進的十字鍵比原來的更為精準，而最大的改革在於微軟重新設計Xbox One手把兩側的握把線條，強化手把握感的穩定度以及舒適性。其他像是 RT/LT 加寬了按鈕線條，反應面積面大連帶減少按鈕時的力道輸出。最後微軟在新的Xbox One控制器上加入一個新的功能，在加寬的RT/LT裡面各內置一個馬達，在遊戲運用到RT/LT時根據遊戲操作的不同能提供不同程度的力反饋，就像是握把內的馬達。微軟對於Xbox One控制器的改良，算是融合前一世代主機控制器的概念，也算是Xbox One主機硬體設計裡面最亮眼的地方。

## 軟體與服務

### 多媒體互動
Xbox One能夠讓玩家獲得多項網絡與娛樂媒體內容，其中包括電影、電視直播和音樂。

### 語音控制
Xbox One能夠讓玩家利用語音控制，且提供電視節目整合服務。電視節目整合服務能夠讓玩家在沒有切換電視輸入訊號的情況下，直接語音控制Xbox One觀看電視。另外，Xbox One還支援Skype線上語音交談功能。

### 雲端功能
新一代Xbox Live能夠利用世界各地逾300,000台伺服器來提供更多的全球整合服務和雲端功能。Xbox玩家亦可以錄製遊戲並儲存於雲端空間。

### Kinect
新版的Kinect具有1080p高畫質廣角攝像頭等更精確的感應裝置，可以最多同時跟蹤六人的運動、偵測手勢，甚至可以檢測肌肉活動和心跳,還新增臉部辨識登入

## 主机版本

### Xbox One S
Xbox One S取消了外置电源變壓器改用内置电源，尺寸缩小了40%并可以竖放，支持Ultra HD藍光视频输出和HDR模式，GPU主频提升了约7%，為第一款支援Ultra HD藍光的遊戲機。
2019年4月17日，微軟在inside Xbox直播節目中宣布將推出無光碟、全數位版Xbox One S主機，並於同年5月8日正式發行。
2020年7月16日，微软确认Xbox One S数字版将停产，后续仅生产Xbox One S的普通版本。

### Xbox One X

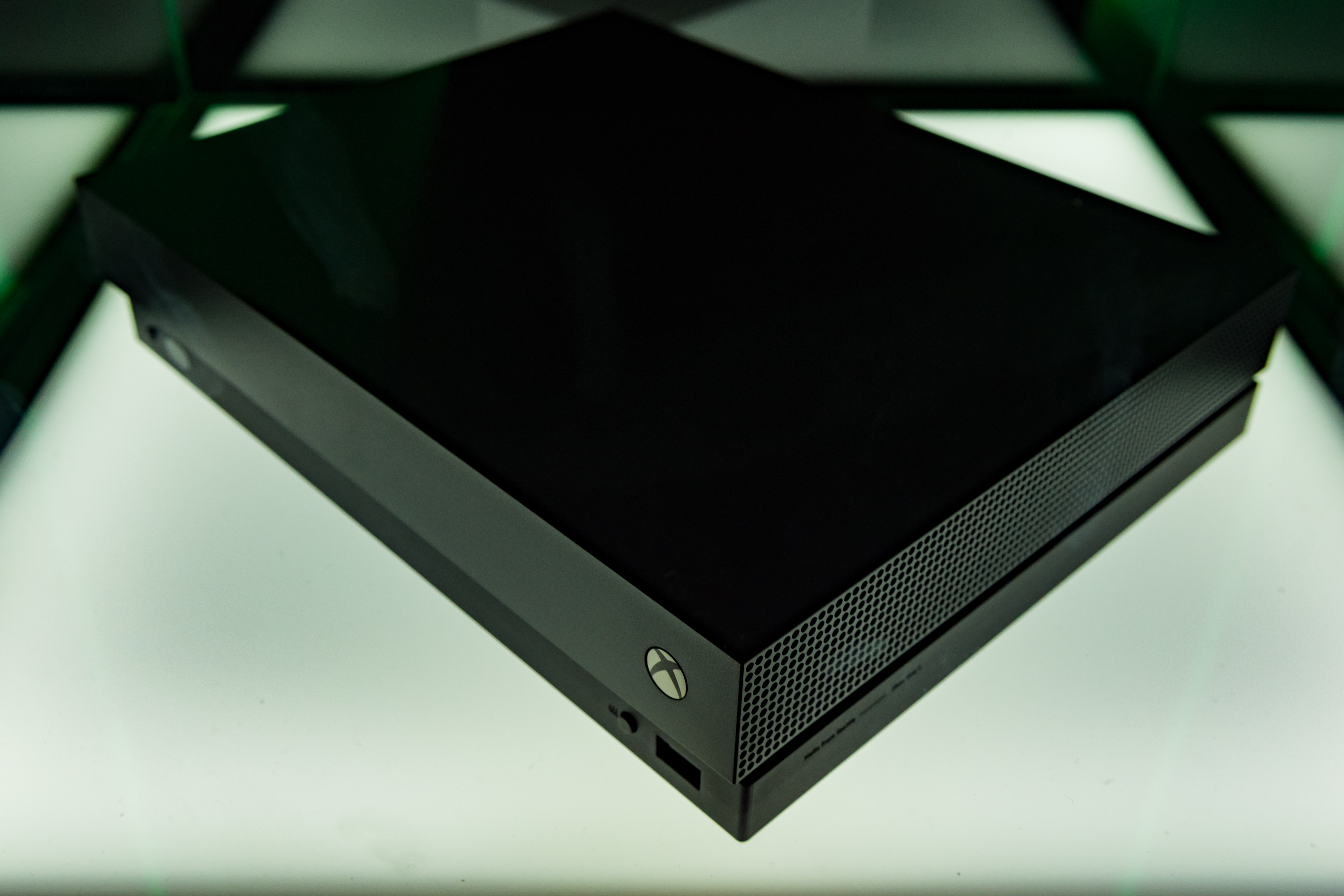
Xbox One X展示品

Xbox One X 開發代號“天蝎座计划”(Project Scorpio)，最早在2016年6月14日的E3发布会上宣布。此主机拥有6TFLOPs的单精度浮点性能，浮点性能将是Xbox One的4.6倍，索尼PS4的3.26倍，该主机在2017年11月7日上市。Digital Foundry 受邀參加xbox技術預覽後釋出更為詳細的主機規格：2.3GHz訂製8核心CPU、GPU為訂製的AMD Polaris核心，內含40個計算單元(compute units)，時脈為1172Mhz。記憶體為12GB GDDR5，記憶體頻寬326GB/s，其中3GB做為系統保留，遊戲可用記憶體為9GB。Xbox One X為了最佳化Direct3D 12還另外增加了指令處理器(Command Processor)專門處理一些較高頻率的API呼叫，例如繪圖呼叫指令(Draw calls)，如此得以大幅降低繪圖時CPU的使用率。主机散热方面采用了液體冷卻均熱板散熱技術。
2020年7月16日，微软确认Xbox One X将停产。

### 硬件参数对比
|                    | Xbox One                                                                  | Xbox One S                                                                                      | Xbox One X                                                        |
| ------------------ | ------------------------------------------------------------------------- | ----------------------------------------------------------------------------------------------- | ----------------------------------------------------------------- |
| 发布日期           | 2013年11月22日                                                            | 2016年8月2日 2019年5月8日（全數位版）                                                           | 2017年11月7日                                                     |
| 初始售价           | 499美元 (500 GB硬盘；捆绑销售kinect)                                      | - 249美元 (1 TB硬盘；全數位版) - 299美元 (500 GB硬盘) - 349美元 (1 TB硬盘) - 399美元 (2 TB硬盘) | 499美元 (1 TB硬盘)                                                |
| 处理器制程         | 28 nm （台积电）                                                          | 16 nm （台积电）                                                                                | 16 nm （台积电）                                                  |
| 晶体管数量         | 50亿                                                                      | 50亿                                                                                            | 70亿                                                              |
| 芯片尺寸           | 363 mm2                                                                   | 240 mm2                                                                                         | 360 mm2                                                           |
| CPU架构            | AMD Jaguar                                                                | AMD Jaguar                                                                                      | AMD Jaguar Evolved定制版                                          |
| CPU主频            | 1.75 GHz                                                                  | 1.75 GHz                                                                                        | 2.3 GHz                                                           |
| CPU核心数          | 8核心                                                                     | 8核心                                                                                           | 8核心                                                             |
| GPU架构            | AMD Sea Islands (GCN 2) Bonaire Type (Custom 853MHz/914MHz UC R7 260/360) | AMD Sea Islands (GCN 2) Bonaire Type (Custom 853MHz/914MHz UC R7 260/360)                       | AMD Polaris (GCN 4) Ellesmere XTL Type (Custom 1172Mhz UC RX 590) |
| 统一渲染架构       | 768 (12 CU) (896 installed, 2 CU disabled)                                | 768 (12 CU) (896 installed, 2 CU disabled)                                                      | 2560 (40 CU) (2816 installed, 4 CU disabled)                      |
| 光栅处理器 (ROP)   | 16                                                                        | 16                                                                                              | 32                                                                |
| 纹理映射单元 (TMU) | 48                                                                        | 48                                                                                              | 160                                                               |
| GPU主频            | 853 MHz                                                                   | 914 MHz                                                                                         | 1172 MHz                                                          |
| FP32性能           | 1.31 TFLOPS                                                               | 1.40 TFLOPS                                                                                     | 6 TFLOPS                                                          |
| 内存               | - 8 GB DDR3 - 32 MB ESRAM（靜態隨機存取記憶體）                           | - 8 GB DDR3 - 32 MB ESRAM（靜態隨機存取記憶體）                                                 | 12 GB GDDR5                                                       |
| 内存带宽           | 68.3 GB/s                                                                 | 68.3 GB/s                                                                                       | 326 GB/s                                                          |
| 内存带宽           | 204 GB/s                                                                  | 219 GB/s                                                                                        | 326 GB/s                                                          |
| 内存频率           | 2133 MHz (工作于 1066 MHz)                                                | 2133 MHz (工作于 1066 MHz)                                                                      | 6.8 GHz (工作于 1700 MHz)                                         |
| 内存总线           | 256位                                                                     | 256位                                                                                           | 384位                                                             |
| 存储形式           | 2.5英寸硬盘                                                               | 2.5英寸硬盘                                                                                     | 2.5英寸硬盘                                                       |
| 存储容量           | 500 GB, 1 TB                                                              | 500 GB, 1 TB, 2 TB                                                                              | 1 TB                                                              |
| 输出               | HDMI 1.4                                                                  | HDMI 2.0a                                                                                       | HDMI 2.0b 2160p @ 60Hz                                            |

## 外部連結
- Xbox（美國） （页面存档备份，存于）
- Xbox（日本） （页面存档备份，存于）
- Xbox（韓國） （页面存档备份，存于）
- Xbox（台灣） （页面存档备份，存于）
- Xbox（香港） （页面存档备份，存于）
- Xbox（新加坡） （页面存档备份，存于）
- Xbox（俄羅斯） （页面存档备份，存于）
- Xbox（中國） （页面存档备份，存于）